# Anthoceros multifidus
Anthoceros multifidus là một loài rêu trong họ Anthocerotaceae. Loài này được L. mô tả khoa học đầu tiên năm 1753.